# Société marocaine de construction automobile
 (mars 2017).
La Société marocaine de construction automobile (Somaca) a été créée en 1959 à l'initiative du gouvernement marocain avec l'assistance technique italienne de Fiat SpA et de la société franco-italienne Simca, qui détenaient chacune 20 % du capital, contre 38 % du capital pour l'État marocain. La société appartient aujourd'hui majoritairement à Renault.

## Description
Implantée à Aïn Sebaa, dans la banlieue de Casablanca, la société assemblait la quasi-totalité des voitures particulières et des utilitaires légers produits au Maroc avant la construction de l'usine Renault-Nissan Tanger. 
La Somaca dispose d’une usine d'une superficie couverte de 90 000 m2. La capacité de production maximale est de 80 000 véhicules par an.

## Historique[4]
- 1959 : création de la société en vue du montage en CKD de modèles Fiat et Simca. Implanté à Aïn Sebaa, dans la zone industrielle de Casablanca, le site de la Somaca s’étend sur une superficie de 290 040 m2 dont une usine couverte de 90 000 m2. La capacité de production maximale étant de 30 000 véhicules par an.
- 1962 : début de la fabrication avec le montage de quatre modèles Fiat (600, 1100, 1500 et 2300) : 1re année de production : 2 247 unités Fiat 1100-103.
- 1963 : démarrage de l'assemblage des modèles Simca Aronde et Ariane.
- 1966 : accord avec Renault pour montage des R4 (qui restera en fabrication jusqu'en 1995), R8 et d'un véhicule utilitaire. Production globale en 1968 : 10 000 unités.
- 1969 : accord complémentaire avec Austin.
- 1970 : accord complémentaire avec Opel et Renault pour la R12.
- 1975 : année florissante avec la production maximale jamais réalisée : 25 216 unités.
- 1980 : la production tombe à 16 000 unités.
- 1992 : l'État marocain lève toutes les taxes douanières sur les voitures d'occasion importées, ouvrant la voie aux importations sauvages déguisées, la production de la Somaca tombe à 4 000 unités.
- Juin 1995 : nouvel accord de coopération sur huit ans avec Fiat Auto SpA pour produire des voitures particulières économiques : la Fiat Uno dès juillet 1995 et les Fiat Palio et Fiat Siena à partir de 1998. Fiat investit 176 millions de dirhams pour mettre à niveau l'usine et respecter la demande de 50 % d'intégration locale. Production totale : 8 482 unités.
- 1996 : production de 17 468 voitures Fiat.
- 1998 : lancement de la Fiat Siena en janvier et de la Fiat Palio en octobre.
- 1999 : Renault signe avec Somaca et l'État marocain une convention pour l'assemblage local d'un véhicule léger économique, le Kangoo.
- 2003 : fin de la production des modèles Fiat le 31 décembre 2003 à la suite du non-renouvellement du contrat avec l'État marocain qui avait décidé de vendre ses parts de la société à Renault.
- 2010 : arrêt de l'assemblage des Peugeot Partner et Berlingo à la suite de la non-reconduction du contrat de licence.
- 2016 : production du 500 000e véhicule[5].
- 2019 : Renault reprend les 20 % lui manquant autrefois détenus par PSA.

Après une première tentative de privatisation en 2002, qui s'est soldée par un échec, le gouvernement marocain a négocié directement la cession de ses parts dans la Somaca avec Renault qui a racheté en 2003 les 38 % détenus par le département du Trésor marocain pour un montant de 8,7 millions d’euros (95 millions de dirhams). Renault a ensuite racheté la participation détenue par Fiat Auto de 20 % et l'outillage industriel pour 100 millions de dirhams.
Devenue filiale de Renault (80 % des parts), Somaca produit également depuis 2005 la Logan. La capacité annuelle de production de la Somaca est passée en 2009, de 45 000 à plus de 90 000 véhicules. Une partie de la production est exportée en Europe (France et Espagne notamment), en Égypte et en Tunisie.
Depuis 2005 Renault détient 54 % du capital de la Somaca, après avoir racheté la totalité de la part que détenait Fiat Auto SpA pour un montant 4,5 millions d'euros, soit l'équivalent de 20 % du capital. Peugeot détient 20 % des parts, l'état marocain 12 % et des investisseurs privés 14 %.
L’assemblage de la Logan de Dacia (filiale du groupe Renault) a débuté au cours du second trimestre 2005, avec pour objectif de produire 30 000 exemplaires par an, dont la moitié pour l’exportation à destination des pays de la zone et du Moyen-Orient dans un premier temps.
Le projet de voiture économique par Renault bénéficie de très gros allègements au niveau des taxes : un tarif douanier nul sur les collections CKD au lieu des 2,5 % pour le régime commun et un prélèvement fiscal à l’importation quasi nul au lieu de 15 %, un taux de TVA de 7 % au lieu de 20 %. Le taux d'intégration local a été abaissé de 50 % à 35%.

## Production
Durant la première année d'activité, la Somaca a assemblé 2 247 exemplaires Fiat et Simca.
À la fin 1997, la production de la Somaca a atteint les chiffres suivants :
| Modèles                   | Dates     | Production |
| ------------------------- | --------- | ---------- |
| Renault 4                 | 1967-95   | 95.250     |
| Fiat Uno                  | 1995-2003 | ± 59.600   |
| Renault 12                | 1970-80   | 38.850     |
| Fiat 124/125/128          | 1964-83   | 32.064     |
| Simca 1100                | 1968-80   | 29.268     |
| Fiat Palio+Fiat Siena     | 1998-2003 | ± 24.000   |
| Fiat 127                  | 1972-87   | 23.664     |
| Renault 16                | 1966-80   | 21.520     |
| Simca 1000/1300/1301      | 1962-75   | 21.038     |
| Fiat 1100 D & R           | 1962-69   | NC         |
| Fiat 600                  | 1962-69   | NC         |
| Fiat 1500                 | 1963-67   | NC         |
| Simca Aronde+Simca Ariane | 1963-1966 | NC         |
| Fiat 2300                 | 1962-1967 | NC         |
| Renault Kangoo            | 1999-20xx | NC         |
| Peugeot Partner/Berlingo  | 1997-2010 | NC         |
| Fiat Croma                | 1986-?    | 168        |
| Dodge                     | ?         | 161        |

En 2000, Mohammed Ali Ghannam, président de la Fédération marocaine de l'automobile tirait le bilan positif des quatre premières années du contrat avec Fiat pour la voiture économique : 45 600 Fiat Uno, Palio et Siena ont été assemblées par la Somaca.
Au total, en 41 ans de présence au Maroc, jusqu'en 2003, la production d'automobiles Fiat a dépassé les 200 000 unités dont 37.965 exemplaires de Fiat Uno, Palio et Siena de 2000 à 2003. À partir de 2022, la capacité de production de la SOMACA augmente à 160.000 véhicules par an.